# Rancho Queimado
Rancho Queimado est une ville brésilienne située dans l'État de Santa Catarina.

## Généralités
La ville tire son du nom du fait de l'ancienne existence d'un ranch utilisé comme halte par les tropeiros (conducteurs de troupeaux) qui voyageaient du littoral vers l'intérieur et la ville de Lages. Ce ranch a brulé, ce qui a donné le nom à la ville, rancho queimado signifiant « ranch brûlé » en portugais.
Une des attractions de la municipalité est le Musée Historique, ancienne maison de campagne d'Hercílio Luz.
Dans le district de Taquaras se tient tous les ans la « fête de la fraise ».

## Géographie
Rancho Queimado se situe à une latitude 27° 40′ 21″ sud et à une longitude de 49° 01′ 18″ ouest, à une altitude de 810 mètres.
Sa population était de 2 748 habitants au recensement de 2010. La municipalité s'étend sur 286 km2.
Elle fait partie de la microrégion de Tabuleiro, dans la mésorégion du Grand Florianópolis.

## Administration
La municipalité est constituée de deux districts :
- Rancho Queimado (siège du pouvoir municipal)
- Taquaras

## Villes voisines
Rancho Queimado est voisine des municipalités (municípios) suivantes :
- Angelina
- Águas Mornas
- Anitápolis
- Alfredo Wagner
- Leoberto Leal